# Ride
„Ride” este un cântec a cântăreței Americane Lana Del Rey de pe al treilea EP Paradise (2012). Piesa a fost scrisă de Lana Del Rey și Justin Parker și produsă de Rick Rubin, piesa a fost primul single a reeditări, fiind lansată pe data de 25 septembrie 2012 prin intermediul casei de discuri Interscope Records. „Ride” este o baladă care implică tematic probleme parentale, consumul de alcool, și singurătate. Coperta piesei descrie Del Rey pe un leagăn de anvelope, purtând cizme de cowboy și o jachetă din denim.

## Lista pieselor
- Descărcare digitală[1]

1. „Ride” (radio edit) — 4:12
2. „Ride” — 4:46

- Remixes EP[2]

1. „Ride” — 4:49
2. „Ride” (Active Child Remix) — 3:42
3. „Blue Velvet” (Penguin Prison Remix) — 5:02
4. „Blue Velvet” (Lindstrom Remix) — 9:26

- 7" vinyl[3]

1. „Ride” — 4:46
2. „Ride” (Active Child Remix) — 3:42

## Istoricul lansărilor
| Țară                       | Dată               | Format                 | Casă de discuri | Ref.   |
| -------------------------- | ------------------ | ---------------------- | --------------- | ------ |
| Canada                     | 25 septembrie 2012 | Descărcare digitală    | Interscope      | [ 4 ]  |
| Italia                     | 25 septembrie 2012 | Descărcare digitală    | Universal       | [ 5 ]  |
| Spania                     | 25 septembrie 2012 | Descărcare digitală    | Universal       | [ 6 ]  |
| Statele Unite ale Americii | 25 septembrie 2012 | Descărcare digitală    | Interscope      | [ 7 ]  |
| Italia                     | 12 octombrie 2012  | Contemporary hit radio | Universal       | [ 8 ]  |
| Germania                   | 9 noiembrie 2012   | Descărcare digitală    | Vertigo         | [ 9 ]  |
| Regatul Unit               | 9 noiembrie 2012   | Digital remixes EP     | Polydor         | [ 2 ]  |
| Regatul Unit               | 11 noiembrie 2012  | Digital download       | Polydor         | [ 10 ] |
| Regatul Unit               | 12 noiembrie 2012  | 7-inch vinyl           | Polydor         | [ 3 ]  |
| Statele Unite ale Americii | 19 noiembrie 2012  | Digital remixes EP     | Interscope      | [ 11 ] |